# Pseudovalsella
Pseudovalsella es un género de hongos en la familia Melanconidaceae.